# Valiant och de fjäderlätta hjältarna
Valiant och de fjäderlätta hjältarna (engelska: Valiant) är en amerikansk-brittisk animerad film från 2005 med röster av bland annat Ewan McGregor och John Cleese.

## Handling
Det är 1944 och andra världskriget pågår. Den lilla duvan Valiant drömmer om att bli flygaräss och få bära uniform i imperiets färger. När de otäcka falkarna slår ut hela duvlaget får Valiant chansen. Han hamnar i ett udda gäng med samma dröm som han själv har.

## Rollista (röster)
- Ewan McGregor - Valiant
- Ricky Gervais - Bugsy
- Tim Curry - Von Talon
- Jim Broadbent - Sergeant
- Hugh Laurie -   Gutsy
- John Cleese - Mercury
- Pip Torrens - Lofty
- John Hurt - Felix
- Dan Roberts - Tailfeather
- Olivia Williams - Victoria
- Sharon Horgan - De Girl
- Rik Mayall - Cuffling
- Brian Lonsdale - Toughwood

## Svenska röster
- Gustaf Skarsgård - Valiant
- Jonas Malmsjö - Bugsy
- Andreas Nilsson - Von Talon
- Fredrik Dolk - Gutsy
- Björn Granath - Sergeanten
- Guy de la Berg - Mercury
- Johan Ulveson - Lofty
- Johan Hedenberg - Tailfeather
- Claes Ljungmark - Felix
- Sharon Dyall - Victoria
- Anna Rothlin - De Girl
- Dan Ekborg - Cuffling
- Mattias Olsson - Toughwood

### Fotnoter
1. ↑  Jeanette Gentele (5 augusti 2005). ”Valiant och de fjäderlätta hjältarna: Spännande om brittiska flyghjältar”. Svenska dagbladet. http://www.svd.se/spannande-om-brittiska-flyghjaltar. Läst 20 augusti 2016.